# Antoni Lewalski
Antoni Lewalski (ur. 6 czerwca 1878 w Poznaniu, zm. 11 lutego 1941 w Krakowie) – polski działacz gospodarczy, inżynier mechanik.

## Życiorys
Był synem Jana i Anny z domu Lange. Ukończył studia na politechnice w Berlinie (Königliche Technische Hochschule). Przez kilkanaście lat pracował w firmie "Julius Pitsch A.G." w Wiedniu jako inżynier i dyrektor (1912-1918). Od 1927 był dyrektorem zakładu koncernu Polskie Fabryki Maszyn i Wagonów L. Zieleniewski S. A. w Krakowie, przeprowadził połączenie spółki z innymi firmami – sosnowieckim "Fitzner i Gamper" i katowicką hutą "Pokój" (spółką akcyjną). W 1927 został zastąpiony przez inż. Ludwika Dyducha. Po kolejnym przekształceniach Lewalski był dyrektorem naczelnym połączonej spółki Huta "Pokój" i Śląskie Zakłady Górniczo-Hutnicze (1928), a następnie dyrektorem generalnym i pełnomocnikiem wspólnego zarządu spółki akcyjnej Huta "Pokój" i Zarządu Zakładów Przemysłowych Mikołaja hr. Ballestrema w Rudzie Śląskiej (1929). W 1932 huta "Pokój" przeszła pod nadzór sądowy; Lewalski odszedł z jej kierownictwa i zakupił majątek ziemski w Pisarach pod Krakowem.
Łącznie pełnił funkcję prezesa lub wchodził w skład rad nadzorczych około 20 spółek akcyjnych; był również radcą krakowskiej Izby Przemysłowo-Handlowej i honorowym konsulem Austrii w Krakowie (1925-1938 ?). Z małżeństwa z Marią Wenzowsky miał dwóch synów (Antoniego i Karola).